# Marilyn Maxwell
Pour les articles homonymes, voir Maxwell.
Marilyn Maxwell est une actrice américaine, née le 3 août 1921 à Clarinda, Iowa et morte le 20 mars 1972 à Beverly Hills, Californie.

## Biographie

### Carrière cinématographique
Marilyn Maxwell étudie le jeu d'acteur à la Pasadena Playhouse (en) d'Hollywood.
Elle commence à tourner en 1942 dans des films de guerre mais ses premières prestations vraiment remarquées sont dans Belle Jeunesse, une comédie musicale de Rouben Mamoulian avec Mickey Rooney en 1948, La Clé sous la porte de George Sidney avec Clark Gable en 1950 et Le Môme boule-de-gomme de Sidney Lanfield et Frank Tashlin, avec Bob Hope, sorti en 1951.

### Télévision
Elle tourne dans des séries télévisées à partir des années 1960, notamment dans les premiers épisodes de C'est arrivé à Sunrise en 1961.

### Vie personnelle
Marilyn Maxwell s'est mariée trois fois ; chacun de ses mariages s'est terminé par un divorce. En septembre 1944, elle épouse l'acteur John Conte (en). Leur relation s'est terminée par un divorce en juin 1946. Son deuxième mariage avec le restaurateur Anders McIntyre a duré un peu plus d'un an, du 1er janvier 1950 au 23 mars 1951. Son mariage avec l'auteur-producteur Jerry Davis (en), a duré six ans et a pris fin en 1960. Son fils unique, Matthew, est né de son union avec Jerry Davis en 1956.
Selon la biographie de Bob Hope par Arthur Marx (en), La vie secrète de Bob Hope, la relation de longue date entre Marilyn Maxwell et Bob Hope était si ouverte que la communauté hollywoodienne l'appelait couramment « Mme Bob Hope ». Marilyn Maxwell a également eu une liaison de plusieurs années avec Frank Sinatra.
Elle meurt dans sa salle de bains le 20 mars 1972 à l'âge de 50 ans, elle souffrait d'hypertension artérielle.

## Filmographie sélective
- 1942 : Le Cargo des innocents (Stand by for Action) de Robert Z. Leonard
- 1943 : Lily Mars vedette (Presenting Lily Mars) de Norman Taurog
- 1943 : Parade aux étoiles (Thousands cheer) de George Sidney
- 1943 : Swing Fever de Tim Whelan
- 1943 : Dr. Gillespie's Criminal Case de Willis Goldbeck
- 1944 : Trois Hommes en blanc (Three Men in White) de Willis Goldbeck
- 1944 : Aventures au harem (Lost in a Harem) de Charles Reisner
- 1945 : L'Impossible Amour (Between Two Women) de Willis Goldbeck
- 1946 : Le Vantard (The Show-Off) de Harry Beaumont
- 1947 : L'Île enchantée (High Barbaree) de Jack Conway
- 1948 : Belle Jeunesse (Summer Holiday) de Rouben Mamoulian
- 1949 : Le Champion (Champion) de Mark Robson
- 1950 : J'ai grandi en prison (Outside the Wall) de Crane Wilbur
- 1950 : La Clé sous la porte (Key to the City) de George Sidney
- 1951 : Le Môme boule-de-gomme (The Lemon Drop Kid) de Sidney Lanfield
- 1953 : Les Dégourdis de la M.P. (Off Limits) de George Marshall
- 1953 : À l'est de Sumatra (East of Sumatra) de Budd Boetticher
- 1953 : Paris Model d'Alfred E. Green
- 1955 : New York confidentiel (New York Confidential) de Russell Rouse
- 1956 : Son ange gardien (Forever, Darling) d'Alexander Hall
- 1958 : Trois Bébés sur les bras (Rock-a-Bye Baby) de Frank Tashlin
- 1961 - 1962 : C'est arrivé à Sunrise (Bus Stop) (série TV)
- 1963 : Ma femme est sans critique (Critic's Choice) de Don Weis
- 1964 : La diligence partira à l'aube (Stage to Thunder Rock) de William F. Claxton
- 1964 : Pleins phares (The Lively Set) de Jack Arnold
- 1968 : Les Rebelles de l'Arizona (Arizona Bushwhackers) de Lesley Selander
- 1969 : From Nashville with Music d'Eddie Crandall
- 1970 : Femmes sauvages (Wild Women) téléfilm de Don Taylor : Maude Webber